# Elias Lindholm
Elias Viktor Zebulon Lindholm, född 2 december 1994 i Boden, är en svensk professionell ishockeyspelare som spelar för Boston Bruins i NHL.  
Han har tidigare spelat för Vancouver Canucks,  Calgary Flames och Carolina Hurricanes i NHL och för Brynäs IF i SHL.

## Klubblagskarriär

### Brynäs IF
Lindholm föddes i Boden, men växte upp i Gävle och spelade hela sin juniortid i Brynäs IF. 

### NHL

#### Carolina Hurricanes
Lindholm valdes av Carolina Hurricanes i den första rundan, som första svensk och femte spelare totalt, i NHL Entry Draft 2013. 15 juli 2013 skrev han på ett treårigt entry-level–kontrakt med Hurricanes och inledde sin säsong i NHL, om än med begränsad speltid. Med sin blick för spelet fick han i huvudsak förtroende i power play. I femte matchen, den 10 oktober 2013, kom också det första målet. Med sina 18 år och 312 dagar blev Lindholm den yngste svenske målskytten i NHL-historien.

#### Calgary Flames
Den 23 juni, under NHL-draften 2018, blev han tillsammans med Noah Hanifin trejdad till Calgary Flames, i utbyte mot Dougie Hamilton, Michael Ferland och Adam Fox.

## Landslagskarriär
Lindholm gjorde sin Tre Kronor-debut borta mot Ryssland 24 april 2015 och gjorde mål i sitt första byte i sin första landskamp.
Han vann VM-guld med Tre Kronor 2017.

## Privatliv
Hans far Mikael Lindholm är en pensionerad ishockeyspelare med över 400 spelade matcher i Elitserien och 18 NHL-matcher med Los Angeles Kings, 1989-90. Elias kusin Calle Järnkrok spelar i Toronto Maple Leafs och har även spelat för Brynäs.

## Spelarstatistik
| 2010–11    | Brynäs IF           | J20        | 2   | 0  | 0   | 0   | 0  | 2 | 0 | 1 | 1 | 0  |
| 2011–12    | Brynäs IF           | SHL        | 12  | 0  | 0   | 0   | 0  | 2 | 0 | 0 | 0 | 0  |
|            | Brynäs IF           | J20        | 36  | 14 | 35  | 49  | 45 | 2 | 1 | 1 | 2 | 16 |
| 2012–13    | Brynäs IF           | SHL        | 48  | 11 | 19  | 30  | 2  | 4 | 0 | 0 | 0 | 4  |
| 2013–14    | Carolina Hurricanes | NHL        | 58  | 9  | 12  | 21  | 4  | — | — | — | — | —  |
|            | Charlotte Checkers  | AHL        | 6   | 1  | 2   | 3   | 4  | — | — | — | — | —  |
| 2014–15    | Carolina Hurricanes | NHL        | 81  | 17 | 22  | 39  | 14 | — | — | — | — | —  |
| 2015–16    | Carolina Hurricanes | NHL        | 82  | 11 | 28  | 39  | 24 | — | — | — | — | —  |
| 2016–17    | Carolina Hurricanes | NHL        | 72  | 11 | 34  | 45  | 16 | — | — | — | — | —  |
| 2017–18    | Carolina Hurricanes | NHL        | 81  | 16 | 28  | 44  | 18 | — | — | — | — | —  |
| 2018–19    | Calgary Flames      | NHL        | —   | —  | —   | —   | —  | — | — | — | — | —  |
| NHL totalt | NHL totalt          | NHL totalt | 374 | 64 | 124 | 188 | 76 | — | — | — | — | —  |
| SHL totalt | SHL totalt          | SHL totalt | 60  | 11 | 19  | 30  | 2  | 6 | 0 | 0 | 0 | 4  |
| AHL totalt | AHL totalt          | AHL totalt | 6   | 1  | 2   | 3   | 4  | — | — | — | — | —  |

## Priser och utmärkelser

### NHL
| Utmärkelse   | År   |
| ------------ | ---- |
| Viking Award | 2019 |